# Suresnes American Cemetery and Memorial

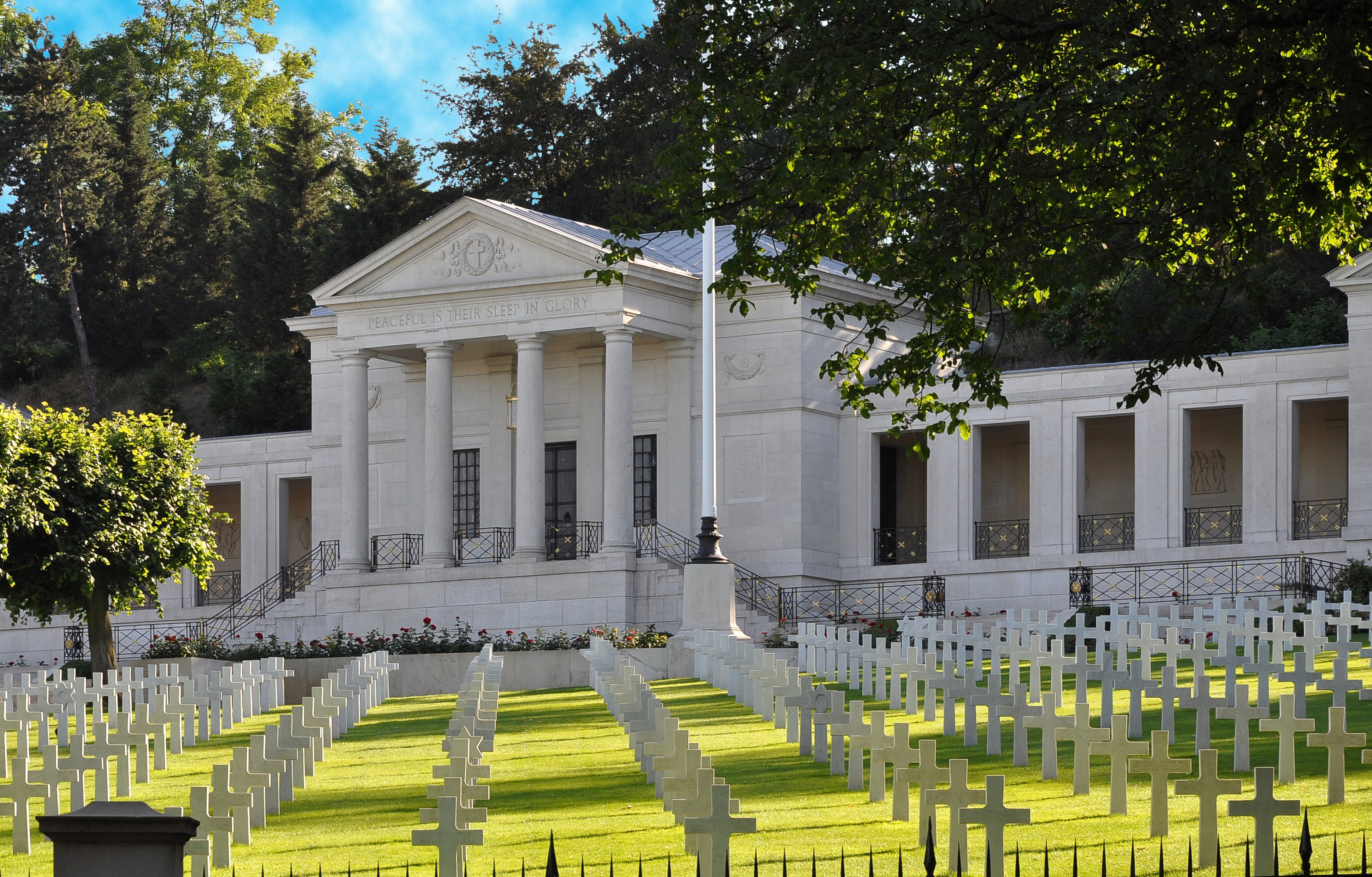
Suresnes American Cemetery and Memorial

Der Suresnes American Cemetery and Memorial ist ein US-amerikanischer Soldatenfriedhof in Suresnes, Département Hauts-de-Seine, Frankreich.
Hier ruhen 1541 amerikanische Soldaten, die im Ersten Weltkrieg gefallen sind.
Von diesem Friedhof, der hoch oben am Hang des Mont Valérien liegt, bietet sich ein herrlicher Blick auf Paris.